# Werner Mantz
Werner Mantz (Colônia , 28 de abril de 1901 – Eijsden, 12 de maio de 1983) foi um fotógrafo alemão adscrito à Nova Objetividade.
Estudou na Escola de fotografia do Estado de Bavária de Munique, abrindo em 1921 um estudo em Colônia dedicado ao retrato e à fotografia publicitária. Mais tarde especializou-se em fotografia de arquitetura, ilustrando as principais construções do racionalismo. Teve  de fugir do seu país por causa do nazismo, estabelecendo-se nos Países Baixos, onde entre 1937 e 1938 retratou o mundo dos mineiros em Maastricht. Desde 1968 dedicou-se à fotografia de crianças.